# Vilhelm Niskanen
Kustaa Vilhelm Niskanen, född 1796 i Idensalmi, död 13 november 1860 i Nivala, var en finsk väckelseledare.
Vilhelm Niskanen var sedan 1820 gift med Anna Andersdotter Alm. 
År 1817 anslöt han sig till den savolaxiska pietistväckelsen och reste omkring tillsammans med Paavo Ruotsalainen och sin kusin Lauri Juhana Niskanen. Aktiviteten kom att få stort inflytande på Mellersta Österbottens väckelserörelse. När väckelserörelsen splittrades 1852 i samband med Ruotsalainens död kvarlevde en s.k. niskalaisuus, en frisinnade variant av den ursprungliga väckelserörelsen i Mellersta Österbotten. 